# Crinala mimetica
Crinala mimetica är en fjärilsart som beskrevs av Rothschild 1896. Crinala mimetica ingår i släktet Crinala och familjen nattflyn. Inga underarter finns listade i Catalogue of Life.